# Iva Majoli
Iva Majoli (Zagreb, Iugoslàvia, 12 d'agost de 1977) és una extennista professional croata.
En el seu palmarès destaca el títol individual de Grand Slam aconseguit al Roland Garros de 1997, quan tenia 19 anys i va derrotar la suïssa Martina Hingis, que només en tenia 16. Va guanyar un total de vuit títols individuals i un més de dobles, i va arribar al número 4 del rànquing individual l'any 1996.

## Biografia
Majoli va néixer a Zagreb, quan pertanyia a la República Socialista de Croàcia (Iugoslàvia). Es va fer professional l'any 1991 quan només tenia 14 anys.
El 2006 va anunciar que s'havia promès amb l'empresari croat Stipe Marić i que estava embarassada. Es va casar el 9 de setembre de 2006 amb la presència dels tenistes Jennifer Capriati i Mary Pierce, i la seva primera filla va néixer el 31 d'octubre de 2006, anomenada Mia.
Va exercir com a capitana de l'equip croat de Fed Cup l'any 2012.

## Torneigs de Grand Slam

### Individual: 1 (1−0)
| Resultat   | Núm. | Any  | Torneig       | Oponent        | Marcador |
| ---------- | ---- | ---- | ------------- | -------------- | -------- |
| Guanyadora | 1.   | 1997 | Roland Garros | Martina Hingis | 6−4, 6−2 |

## Palmarès: 9 (8−1−0)

### Individual: 17 (8−9)
| Llegenda                     |
| ---------------------------- |
| Grand Slam (1−0)             |
| WTA Tour Championships (0−0) |
| Tier I (3−0)                 |
| Tier II (4−5)                |
| Tier III (0−4)               |
| Tier IV (0−0)                |
| Tier V (0−0)                 |

| Títols per superfície |
| --------------------- |
| Dura (1−1)            |
| Gespa (0−0)           |
| Terra batuda (3−3)    |
| Moqueta (4−5)         |

| Resultat   | Núm. | Data                   | Torneig                  | Superfície   | Oponent en la final     | Marcador         |
| ---------- | ---- | ---------------------- | ------------------------ | ------------ | ----------------------- | ---------------- |
| Finalista  | 1.   | 7 de febrer de 1994    | Osaka, Japó              | Moqueta (i)  | M. Maleeva-Fragniere    | 1−6, 6−4, 5−7    |
| Finalista  | 2.   | 18 d'abril de 1994     | Barcelona, Espanya       | Terra batuda | Arantxa Sánchez Vicario | 0−6, 2−6         |
| Finalista  | 3.   | 24 d'octubre de 1994   | Essen, Alemanya          | Moqueta (i)  | Jana Novotná            | 2−6, 4−6         |
| Finalista  | 4.   | 24 d'abril de 1994     | Barcelona (2)            | Terra batuda | Arantxa Sánchez Vicario | 7−5, 0−6, 2−6    |
| Guanyadora | 1.   | 2 d'octubre de 1995    | Zuric, Suïssa            | Moqueta (i)  | Mary Pierce             | 6−4, 6−4         |
| Guanyadora | 2.   | 9 d'octubre de 1995    | Filderstadt, Alemanya    | Dura (i)     | Gabriela Sabatini       | 6−4, 7−6(4)      |
| Guanyadora | 3.   | 29 de gener de 1996    | Tòquio, Japó             | Moqueta (i)  | Arantxa Sánchez Vicario | 6−4, 6−1         |
| Finalista  | 5.   | 12 de febrer de 1996   | París, França            | Moqueta (i)  | Julie Halard-Decugis    | 5−7, 6−7(4)      |
| Guanyadora | 4.   | 19 de febrer de 1996   | Essen                    | Moqueta (i)  | Jana Novotná            | 7−5, 1−6, 7−6(6) |
| Finalista  | 6.   | 30 de setembre de 1996 | Leipzig, Alemanya        | Moqueta (i)  | Anke Huber              | 7−5, 3−6, 1−6    |
| Guanyadora | 5.   | 17 de febrer de 1997   | Hannover (2)             | Moqueta (i)  | Jana Novotná            | 4−6, 7−6(2), 6−4 |
| Guanyadora | 6.   | 28 d'abril de 1997     | Hamburg, Alemanya        | Terra batuda | Ruxandra Dragomir       | 6−3, 6−2         |
| Guanyadora | 7.   | 26 de maig de 1997     | Roland Garros, França    | Terra batuda | Martina Hingis          | 6−4, 6−2         |
| Finalista  | 7.   | 6 de novembre de 2000  | Kuala Lumpur, Malàisia   | Dura         | Henrieta Nagyová        | 4−6, 2−6         |
| Finalista  | 8.   | 17 de setembre de 2001 | Quebec, Canadà           | Moqueta (i)  | Meghann Shaughnessy     | 1−6, 3−6         |
| Guanyadora | 8.   | 15 d'abril de 2002     | Charleston, Estats Units | Terra batuda | Patty Schnyder          | 7−6(5), 6−4      |
| Finalista  | 9.   | 29 d'abril de 2002     | Bol, Croàcia             | Terra batuda | Åsa Svensson            | 3−6, 6−4, 1−6    |

### Dobles: 5 (1−4)
| Llegenda                     |
| ---------------------------- |
| Grand Slam (0−0)             |
| WTA Tour Championships (0−0) |
| Tier I (0−1)                 |
| Tier II (1−2)                |
| Tier III (0−1)               |
| Tier IV (0−0)                |
| Tier V (0−0)                 |

| Títols per superfície |
| --------------------- |
| Dura (0−1)            |
| Gespa (0−0)           |
| Terra batuda (0−2)    |
| Moqueta (1−1)         |

| Resultat   | Núm. | Data                 | Torneig            | Superfície   | Parella           | Oponents en la final                   | Marcador         |
| ---------- | ---- | -------------------- | ------------------ | ------------ | ----------------- | -------------------------------------- | ---------------- |
| Finalista  | 1.   | 20 de febrer de 1995 | Linz, Àustria      | Moqueta (i)  | Petra Schwarz     | Meredith McGrath Nathalie Tauziat      | 1−6, 2−6         |
| Finalista  | 2.   | 24 d'abril de 1995   | Barcelona, Espanya | Terra batuda | Mariaan de Swardt | Larisa Neiland Arantxa Sánchez Vicario | 5−7, 6−4, 5−7    |
| Finalista  | 3.   | 14 d'agost de 1995   | Toronto, Canadà    | Dura         | Martina Hingis    | Gabriela Sabatini B. Schultz-McCarthy  | 6−4, 0−6, 3−6    |
| Finalista  | 4.   | 28 d'abril de 1997   | Hamburg, Alemanya  | Terra batuda | Ruxandra Dragomir | Anke Huber Mary Pierce                 | 6−4, 6−7(1), 2−6 |
| Guanyadora | 1.   | 5 de febrer de 2001  | París, França      | Moqueta (i)  | Virginie Razzano  | Kimberly Po Nathalie Tauziat           | 6−3, 7−5         |

### Equips: 1 (0−1)
| Resultat  | Núm. | Data               | Torneig                       | Superfície | Equip            | Oponents                   | Marcador |
| --------- | ---- | ------------------ | ----------------------------- | ---------- | ---------------- | -------------------------- | -------- |
| Finalista | 1.   | 6 de gener de 1996 | Copa Hopman, Perth, Austràlia | Dura       | Goran Ivanišević | Martina Hingis Marc Rosset | 1−2      |

## Trajectòria

### Individual
| Open d'Austràlia | A  | A           | A           | A           | QF | 1R          | 3R          | A           | A  | 3R          | 2R          | 1R          | A   | 0 / 6  | 9 − 6   |
| Roland Garros | A  | 4R          | 4R          | QF          | QF | G           | QF          | A           | 2R | 1R          | 2R          | 2R          | A   | 1 / 10 | 28 − 9  |
| Wimbledon | A  | A           | 1R          | 1R          | A  | QF          | 2R          | A           | A  | 1R          | 3R          | 1R          | A   | 0 / 7  | 7 − 7   |
| US Open | 2R | 2R          | 4R          | 1R          | 1R | 2R          | 2R          | 1R          | A  | 3R          | 3R          | 1R          | A   | 0 / 11 | 11 − 11 |
| Jocs Olímpics | A  | No celebrat | No celebrat | No celebrat | QF | No celebrat | No celebrat | No celebrat | 1R | No celebrat | No celebrat | No celebrat | A   | 0 / 2  | 3 – 2   |
| Rànquing a final d'any | 50 | 46          | 13          | 9           | 8  | 6           | 25          | 163         | 73 | 42          | 32          | 131         | 315 |        |         |
| Llegenda: G: Guanyadora; F: Finalista; SF: Semifinalista; QF: Quarts de final; Q: Qualificació; A: Absent; RR: Round Robin |    |             |             |             |    |             |             |             |    |             |             |             |     |        |         |

### Dobles
| Open d'Austràlia | A           | A           | A           | 1R  | 2R          | 3R          | A           | A   | 2R          | 1R          | 1R          | A   | 0 / 6 | 4 − 6 |
| Roland Garros | A           | A           | 2R          | A   | 3R          | 1R          | A           | A   | 1R          | 3R          | 3R          | A   | 0 / 6 | 7 − 6 |
| Wimbledon | A           | 1R          | 2R          | A   | 1R          | 1R          | A           | A   | QF          | 1R          | 2R          | A   | 0 / 7 | 5 − 7 |
| US Open | 1R          | 1R          | 3R          | 1R  | QF          | 3R          | A           | A   | 1R          | 3R          | 1R          | A   | 0 / 9 | 9 − 9 |
| Jocs Olímpics | No celebrat | No celebrat | No celebrat | 2R  | No celebrat | No celebrat | No celebrat | 1R  | No celebrat | No celebrat | No celebrat | A   | 0 / 2 | 1 – 2 |
| Rànquing a final d'any | 163         | 83          | 28          | 100 | 33          | 55          | 133         | 369 | 58          | 112         | 162         | 363 |       |       |
| Llegenda: G: Guanyadora; F: Finalista; SF: Semifinalista; QF: Quarts de final; Q: Qualificació; A: Absent; RR: Round Robin |             |             |             |     |             |             |             |     |             |             |             |     |       |       |